# Eftim Stoyanov
Eftim Stoyanov es un deportista búlgaro que compitió en remo. Ganó una medalla de bronce en el Campeonato Mundial de Remo de 1977, en la prueba de cuatro scull.

## Palmarés internacional
| Campeonato Mundial | Campeonato Mundial       | Campeonato Mundial | Campeonato Mundial |
| Año                | Lugar                    | Medalla            | Prueba             |
| ------------------ | ------------------------ | ------------------ | ------------------ |
| 1977               | Ámsterdam (Países Bajos) | Medalla de bronce  | Cuatro scull       |